# Saint Kitts i Nevis
Saint Kitts i Nevis (en anglès i oficialment Federation of Saint Kitts and Nevis) és un estat insular del Carib a les illes de Sotavent, constituït per les illes de Saint Kitts i Nevis. És a uns 350 quilòmetres a l'est de Puerto Rico i els seus veïns més propers són les illes de Sint Eustatius (Antilles Neerlandeses) al nord-est, Antigua i Barbuda a l'est i sud-est i Saint-Barthélemy (Antilles), una dependència de Guadeloupe, al nord. La capital és Basseterre. Amb 261 km² de territori i aproximadament 50.000 habitants, és l'estat sobirà més petit de l'hemisferi occidental, tant en superfície com en població, així com la federació sobirana més petita del món. El país és un regne de la Commonwealth, amb Carles III com a rei i cap d'estat.
L'illa principal, Saint Kitts, més formalment s'anomena Saint Christopher (és a dir, 'Sant Cristòfol'); en anglès, Kitt és una vella forma hipocorística de 'Christopher'. D'altra banda, el nom de l'illa de Nevis deriva originàriament del castellà Nuestra Señora de las Nieves, 'Mare de Déu de les Neus'.

## Etimologia

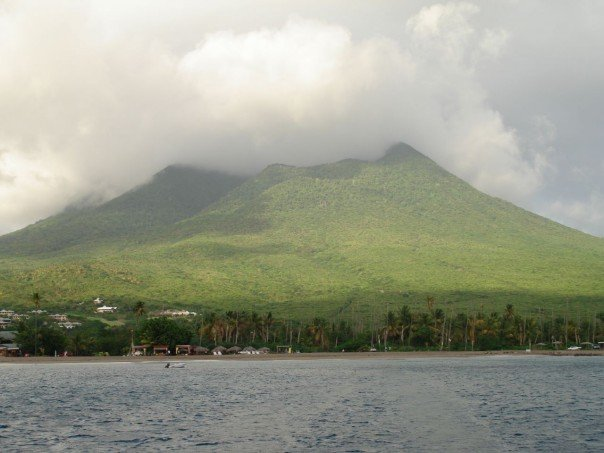
Núvols que cobreixen Nevis Peak

Els Kalinago, els habitants preeuropeus de Saint Kitts, van anomenar l'illa Liamuiga, traduit aproximadament com terra fèrtil.
Es creu que Cristòfor Colom, el primer europeu que va veure les illes l'any 1493, va anomenar l'illa més gran San Cristóbal, per Cristòfor de Lícia, el seu patró i el dels viatgers. Nous estudis suggereixen que Colom va batejar l'illa amb el nom Sant Yago (Sant Jaume), i que el nom de San Cristóbal va ser donat de fet per Colom a l'illa coneguda ara com Saba, 32 km al nord-oest. Saint Kitts estava ben documentat com San Cristóbal el segle xviii. Els primers colons anglesos van mantenir la traducció anglesa d'aquest nom, i la van batejar illa de Sant Cristòfor. Al segle xviii, un malnom comú de Christopher era Kit(t); per tant, l'illa va passar a anomenar-se informalment l'illa de Saint Kitt, més tard escurçada a Saint Kitts.
Colom va donar a Nevis el nom San Martín (per Sant Martí). El nom actual Nevis deriva d'un nom espanyol Nuestra Señora de las Nieves, que significa Nostra Senyora de les Neus, una referència al miracle catòlic del segle IV d'una nevada estival al turó Esquilí a Roma. No se sap qui va triar aquest nom per a l'illa, però es creu que els núvols blancs que solen coronar el cim del pic de Nevis van recordar a algú el miracle.
Avui dia, la Constitució es refereix a l'estat com Saint Kitts and Nevis i Saint Christopher and Nevis; el primer és el més utilitzat, però el segon s'utilitza generalment per a les relacions diplomàtiques. Els passaports indiquen la nacionalitat dels ciutadans com Saint Kitts i Nevis.

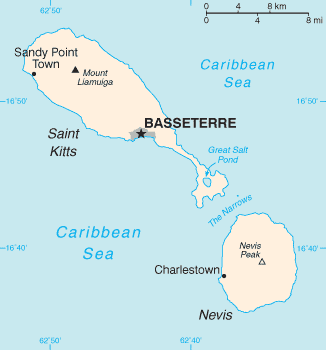
Un mapa de Saint Kitts i Nevis

## Geografia

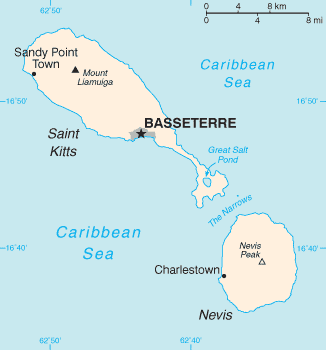
Un mapa de Saint Kitts i Nevis

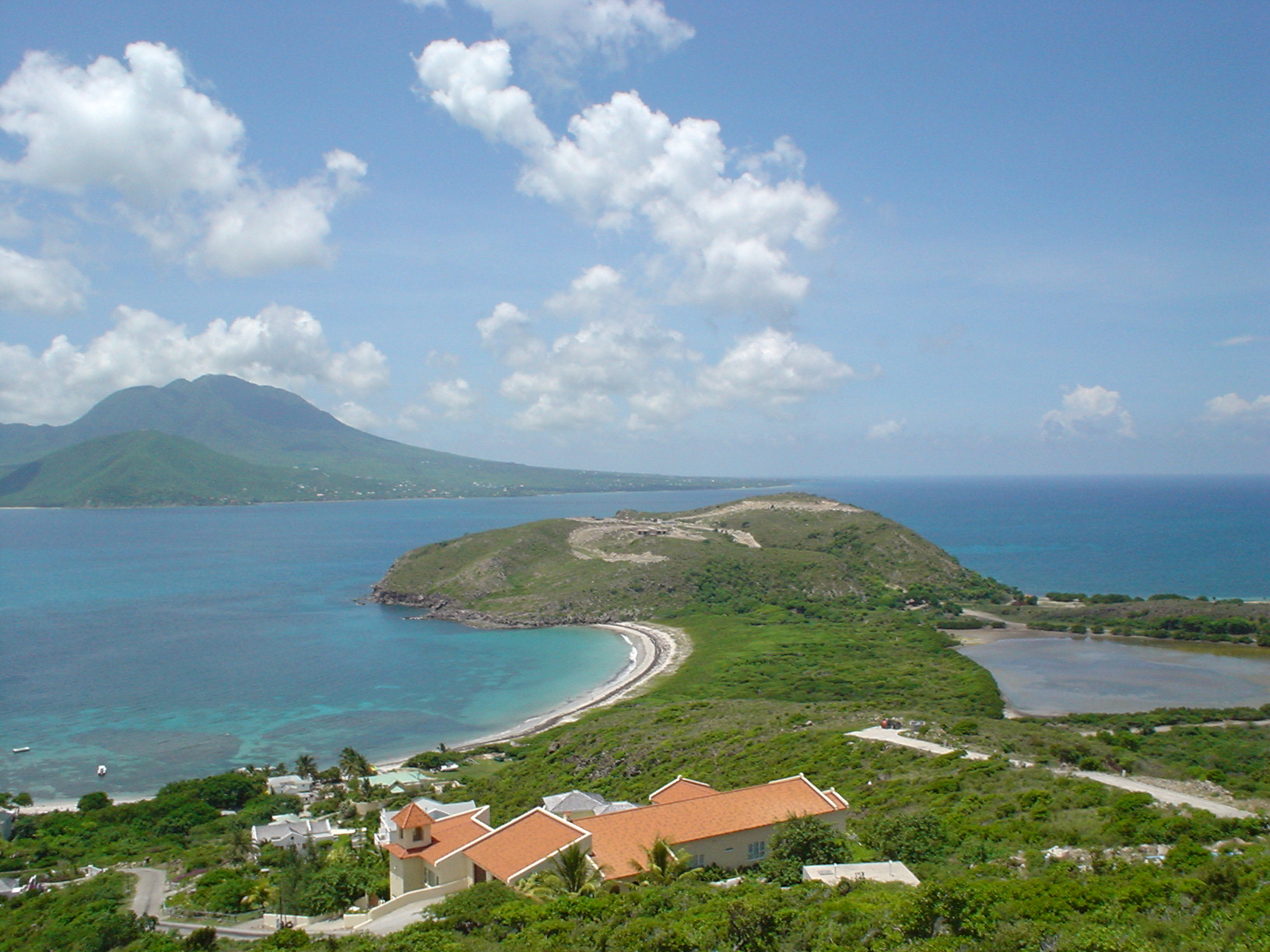
Vista de l'illa de Nevis des del sud-est de la península de Saint Kitts

El país consta de dues illes principals, Saint Kitts i Nevis, separades a una distància de 3 km per l'estret de The Narrows. Totes dues són d'origen volcànic, amb grans cims centrals coberts de selva tropical. La majoria de la població viu a les zones costaneres més planes. St Kitts conté diverses cadenes muntanyoses (la serralada del nord-oest, la serra central i la serralada del sud-oest) al seu centre, on es troba el cim més alt del país, el mont Liamuiga, 1156 m. Al llarg de la costa est es poden trobar els turons de Canadà i els turons de Conaree. La terra s'estreny considerablement al sud-est, formant una península molt més plana que conté la massa d'aigua més gran, la Gran Estany de Sal. Al sud-est, a The Narrows, es troba la petita illa de Booby Island. Hi ha nombrosos rius que baixen de les muntanyes d'ambdues illes, que proporcionen aigua dolça a la població local. Nevis, la més petita de les dues illes principals i de forma aproximadament circular, està dominada pel pic Nevis de 985 m.
Saint Kitts i Nevis conté dues ecorregiones terrestres: els boscos humits de les illes de sotavent i els boscos secs de les illes de sotavent. El país tenia una puntuació mitjana d'índex d'integritat del paisatge forestal de 2019 de 4,55/10, el que el va situar en el lloc 121 a nivell mundial de 172 països.

### Clima
Segons la classificació climàtica de Köppen, St Kitts té un clima de sabana tropical (Köppen Aw) i Nevis té un clima monsònic tropical (Köppen Am). Les temperatures mitjanes mensuals a Basseterre varien poc des dels 23,9 °C a 26,6 °C. Les precipitacions anuals són d'aproximadament 2400 mm, encara que ha variat des dels 1356 mm a 3183 mm en el període 1901–2015.

### Fauna
L'ocell nacional és el pelicà bru. S'han reportat 176 espècies d'ocells al país.

### Flora
La flor nacional és la Delònix regia. Les plantes comunes són el sabal, l'hibiscus, la buguenvíl·lea i el tamarinde. Les espècies de pins són comunes als boscos densos de les illes, i solen estar cobertes per diverses espècies de falgueres.

## Història
Va ser una colònia britànica des del Tractat d'Utrecht de 1713. Originalment les colònies britàniques de Saint Christopher i Nevis, juntament amb Anguilla, es convertiren en un sol estat lliure associat, el 1967. Anguilla es va rebel·lar i se li va permetre la separació el 1971. Saint Kitts i Nevis aconseguiren la independència el 1983. L'agost del 1998, una votació a Nevis amb l'objectiu d'independitzar-se no va arribar als dos terços de majoria necessaris.
Al setembre del 1998, l'huracà Georges va provocar aproximadament 445 milions de dòlars en danys, va causar danys en la indústria turística i una pèrdua del 50% de la collita de canya de sucre.
Al desembre de 2014 es va unir a l'Aliança Bolivariana per les Amèriques.

## Política
Malgrat ser constituïda per només dues unitats, Saint Kitts i Nevis és una federació asimètrica. D'una banda hi ha l'illa de Nevis, amb un govern propi, i de l'altra, l'illa de Saint Kitts, que depèn del govern federal.
El sistema de govern de Saint Kitts i Nevis és de caràcter parlamentari. L'Assemblea Nacional és unicameral i té la seu a Saint Kitts. L'executiu federal és dirigit pel primer ministre, que és nomenat formalment pel governador general -representant de la corona britànica- d'acord amb els resultats electorals.
La Constitució d'aquest estat reconeix el dret de secessió de Nevis. La iniciativa correspon exclusivament a la cambra legislativa de Nevis, que l'haurà d'aprovar per una majoria de dos terços. Posteriorment se celebraria un referèndum, on també dos terços dels votants haurien de ser favorables a la secessió. Aquest mínim de dos terços va fer que fracassés la iniciativa secessionista l'any 1998, quan només el 61,7% dels vots van ser favorables a la independència (amb una participació electoral del 58%).

## Cultura

### Música i festivals
Saint Kitts i Nevis és conegut per una sèrie de celebracions musicals, com ara el Carnaval (del 18 de desembre al 3 de gener a Saint Kitts). L'última setmana de juny inclou el Festival de Música de St Kitts, mentre que el Culturama d'una setmana a Nevis dura des de finals de juliol fins a principis d'agost.
Altres festivals a l'illa de Saint Kitts són l'Inner City Fest, al febrer a Molineaux; Green Valley Festival, generalment al voltant del dilluns de Pentecosta al poble de Cayon; Easterama, al voltant de Pasqua al poble de Sandy Point; Fest-Tab, al juliol o agost al poble del Sagrari; i La festival de Capisterre, al voltant del Dia de la Independència a Saint Kitts i Nevis (19 de setembre), a la regió de Capisterre. Aquestes celebracions solen incloure cercaviles, balls de carrer i música de salsa, jazz, soca, calipso i Steeldrum.
La pel·lícula de 1985 Missing in Action 2: The Beginning es va rodar a Saint Kitts.

## Economia
El turisme i les finances internacionals són la principal font d'ingressos de l'estat.

## Demografia

### Grups racials i ètnics
La població és principalment afrocaribenya (92,5%), amb minories significatives d'ascendència europea (2,1%) i índia (1,5%) (estimació de 2001).
Emigració de Saint Kitts i Nevis als Estats Units:
- 1986–1990: 3.513
- 1991–1995: 2.730
- 1996–2000: 2.101
- 2001–2005: 1.756
- 2006–2010: 1.817

### Idiomes
L'anglès és l'únic idioma oficial. El crioll de Saint Kitts també es parla àmpliament.

### Religió
La majoria dels habitants (82%) són cristians, la majoria dels quals pertanyen a confessions anglicanes, metodistes i altres protestants. Els catòlics romans són servits pastoralment per la diòcesi catòlica romana de Saint John's–Basseterre, i els anglicans per la diòcesi del Carib nord-oriental i Aruba.
L'hinduisme és la religió no cristiana més gran, seguida de l'1,82% de la població; aquests són principalment indokittitians i indonevisians.
Segons el cens de 2011, el 17% de la població és anglicana, el 16% metodista, l'11% pentecostal, el 7% Església de Déu, el 6% catòlica romana, el 5% baptista, moràvia i adventista del setè dia, i Wesleyan Holiness, un 4% "altres", i un 2% cada un de germans, cristians evangèlics i hindús.
| 1960   | 1961   | 1962   | 1963   | 1964   | 1965   | 1966   | 1967   | 1968   | 1969   | 1970   | 1971   | 1972   | 1973   | 1974   | 1975   | 1976   | 1977   | 1978   | 1979   | 1980   | 1981   | 1982   | 1983   | 1984   | 1985   | 1986   | 1987   | 1988   | 1989   | 1990   | 1991   | 1992   | 1993   | 1994   | 1995   | 1996   | 1997   | 1998   | 1999   | 2000   | 2001   | 2002   | 2003   | 2004   | 2005   | 2006   | 2007   | 2008   | 2009   | 2010   | 2011   | 2012   | 2013   | 2017   |
| 51.197 | 51.195 | 50.966 | 50.533 | 49.934 | 49.211 | 48.355 | 47.383 | 46.399 | 45.534 | 44.882 | 44.490 | 44.328 | 44.314 | 44.327 | 44.278 | 44.142 | 43.946 | 43.704 | 43.450 | 43.205 | 42.978 | 42.761 | 42.539 | 42.294 | 42.017 | 41.697 | 41.353 | 41.045 | 40.854 | 40.833 | 41.009 | 41.360 | 41.836 | 42.363 | 42.888 | 43.391 | 43.885 | 44.391 | 44.938 | 45.544 | 46.214 | 46.934 | 47.679 | 48.421 | 49.139 | 49.823 | 50.478 | 51.110 | 51.731 | 52.352 | 52.971 | 53.584 | 54.191 | 55.345 |

### Població

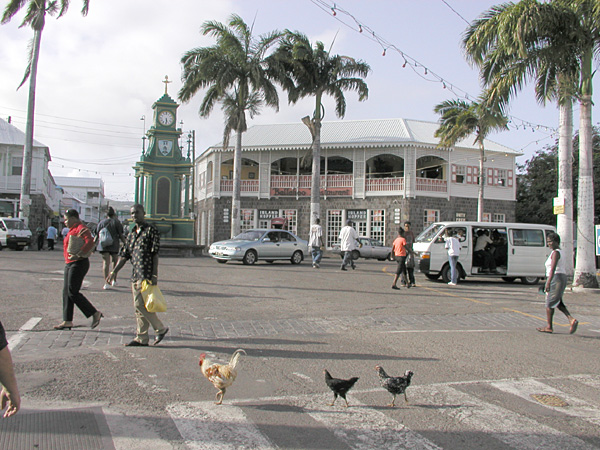
Centre de Basseterre, St Kitts

La població de Saint Kitts i Nevis és d'uns 53.000 habitants (est. de juliol de 2019) i s'ha mantingut relativament constant durant molts anys. A finals del segle xix hi havia 42.600 habitants, la xifra augmenta lentament fins a una mica més de 50.000 a mitjans del segle xx. Entre 1960 i 1990, la població va baixar de 50.000 a 40.000, abans de tornar a pujar al seu nivell actual. Aproximadament tres quartes parts de la població viuen a Saint Kitts, amb 15.500 d'aquests a la capital, Basseterre. Altres grans assentaments són Cayon (3.000 habitants) i Sandy Point Town (3.000), tots dos a Saint Kitts, i Gingerland (2.500) i Charlestown (1.900), tots dos a Nevis. Ocupa el lloc número 209 de la llista de països i dependències per població.

## Personalitats notables
- Felix Dexter, actor de teatre i cine nascut a Saint Kitts and Nevis amb carrera a Anglaterra.[21]